# Koningin Elisabethwedstrijd 2013 (voor piano)
De Koningin Elisabethwedstrijd 2013 (voor piano) was de 17e wedstrijd voor piano van de Koningin Elisabethwedstrijd, en vond plaats van 6 mei tot 1 juni 2013.

## Jury
Arie Van Lysebeth was opnieuw juryvoorzitter met als juryleden Diane Andersen, Frank Braley, Abdel Rachman El Bacha, Peter Frankl, Daejin Kim, Li Jian, David Lively, Minori Nojima, Anne Queffélec, Staffan Scheja, Jean-Claude Vanden Eynden, Tamás Vásáry en Eliso Virsaladze.

## Voorronde
De voorrondes vonden plaats van 6 tot en met 11 mei 2013, in het Flageygebouw. Net zoals in recente vorige edities selecteerde men de deelnemers aan de hand van een ingezonden dvd-opname. Van de 75 geselecteerde kandidaten deden er 63 mee aan de voorrondes. Op zaterdagavond 11 mei werd bekendgemaakt welke van de 63 kandidaten mochten meedoen aan de halve finales.
Elke kandidaat vertolkte een preludium en fuga uit Das Wohltemperierte Klavier van Bach, de eerste beweging van een klassieke sonate van Haydn, Mozart, Beethoven of Schubert, en een eventueel werk naar keuze.

## Halve finales
De halve finale vond plaats van 13 tot 18 mei 2013, ook in Flagey. De halvefinalisten speelden een concerto van Mozart, en een recitalprogramma waarvan het verplichte werk deel uitmaakte; dat verplichte werk was deze keer Dream van de componist Frederic Rzewski.
De volgende 24 kandidaten namen, na de voorrondes, aan de halve finale deel (in volgorde van optreden) en vertolkten de achtereenvolgende werken:
1. Yuntian Liu: Wolfgang Amadeus Mozart: Concerto n. 17 in G KV 453; Franz Liszt: Sonetto 123 del Petrarca (Années de Pèlerinage, 2e année, Italie); Frederic Rzewski: Dream; Sergej Prokofjev: Sonate n. 6 in A op. 82
2. Samson Tsoy: Wolfgang Amadeus Mozart: Concerto n. 20 in d KV 466; Frederic Rzewski: Dream; Aleksandr Skryabin: 3 stukken op. 45 (Feuillet d'album, Poème fantasque, Prélude); Béla Bartók: Suite op. 14; Franz Schubert: Impromptu in Es D 899/2
3. Yannick Van de Velde: Frederic Rzewski: Dream; Franz Liszt: Ouverture van Tannhäuser van Wagner; Claude Debussy: Les sons et les parfums tournent dans l'air du soir (Préludes I); Béla Bartók: Szabadban (Out of Doors) BB 89 (Síppal, dobbal, Barcarolla, Musettes, Az éjszaka zenéje, Hajsza); Wolfgang Amadeus Mozart: Concerto n. 9 in Es KV 271
4. Mikhail Berestnev: Frederic Rzewski: Dream; Johannes Brahms: Variaties en Fuga op een thema van Haendel op. 24; Olivier Messiaen: Le rouge-gorge (Petites esquisses d'oiseaux); Olivier Messiaen: La grive musicienne (Petites esquisses d'oiseaux); Olivier Messiaen: L'alouette des champs (Petites esquisses d'oiseaux); Wolfgang Amadeus Mozart: Concerto n. 17 in G KV 453
5. Andrew Tyson: Wolfgang Amadeus Mozart: Concerto n. 21 in C KV 467; Frederic Rzewski: Dream; Johann Sebastian Bach: Partita n. 1 in Bes BWV 825; Henri Dutilleux: Le jeu des contraires (3 préludes); Aleksandr Skrjabin: Sonate n. 3 in fis op. 23
6. Yedam Kim: Wolfgang Amadeus Mozart: Concerto n. 9 in Es KV 271; Frederic Rzewski: Dream; Johannes Brahms: Variaties en Fuga op een thema van Haendel op. 24; Maurice Ravel: La valse
7. Joo Hyeon Park: Frederic Rzewski: Dream; Domenico Scarlatti: Sonate in c K 84; Domenico Scarlatti: Sonate in C K 513; Robert Schumann: Kreisleriana op. 16; Wolfgang Amadeus Mozart: Concerto n. 20 in d KV 466
8. Lu Shen: Fryderyk Chopin: 24 Preludia op. 28 (Preludium in C op. 28/1, Preludium in a op. 28/2, Preludium in G op. 28/3, Preludium in e op. 28/4, Preludium in Des op. 28/5, Preludium in b op. 28/6, Preludium in A op. 28/7, Preludium in fis op. 28/8, Preludium in E op. 28/9, Preludium in cis op. 28/10, Preludium in B op. 28/11, Preludium in gis op. 28/12, Preludium in Fis op. 28/13, Preludium in es op. 28/14, Preludium in Des op. 28/15, Preludium in bes op. 28/16, Preludium in As op. 28/17, Preludium in f op. 28/18, Preludium in Es op. 28/19, Preludium in c op. 28/20, Preludium in Bes op. 28/21, Preludium in g op. 28/22, Preludium in F op. 28/23, Preludium in d op. 28/24); Wolfgang Amadeus Mozart: Concerto n. 21 in C KV 467
9. Jianing Kong: Wolfgang Amadeus Mozart: Concerto n. 17 in G KV 453; Domenico Scarlatti: Sonate in G K 454; Domenico Scarlatti: Sonate in G K 455; Frederic Rzewski: Dream; Sergey Prokofiev: Sonate n. 6 in A op. 82
10. Stephanie Proot: Wolfgang Amadeus Mozart: Concerto n. 23 in A KV 488; Frederic Rzewski: Dream; Domenico Scarlatti: Sonate in d K 213; Domenico Scarlatti: Sonate in d K 1; Robert Schumann: Sonate n. 2 in g op. 22; Sergey Prokofiev: Sonate n. 3 in a op. 28
11. Tatiana Chernichka: Sergey Prokofiev: Sarcasmes op. 17 (Sarcasme op. 17/1, Sarcasme op. 17/2, Sarcasme op. 17/3, Sarcasme op. 17/4, Sarcasme op. 17/5); Claude Debussy: Voiles (Préludes I); Claude Debussy: Ce qu'a vu le vent d'ouest (Préludes I); Frederic Rzewski: Dream; Franz Liszt: Après une lecture du Dante (Années de Pèlerinage, 2e année, Italie); Wolfgang Amadeus Mozart: Concerto n. 23 in A KV 488
12. Zhang Zuo: Frederic Rzewski: Dream; Maurice Ravel: Ondine (Gaspard de la nuit); Robert Schumann: 12 Etudes symphoniques op. 13; Wolfgang Amadeus Mozart: Concerto n. 24 in c KV 491
13. Sangyoung Kim: Wolfgang Amadeus Mozart: Concerto n. 23 in A KV 488; Frederic Rzewski: Dream; Aleksandr Skryabin: Sonate n. 5 op. 53; Ludwig van Beethoven: Variaties Eroïca in Es op. 35;
14. David Fung: Wolfgang Amadeus Mozart: Concerto n. 21 in C KV 467; Frederic Rzewski: Dream; Ludwig van Beethoven: Sonate n. 31 in As op. 110; Sergey Rachmaninov: Preludium in b op. 32/10; Domenico Scarlatti: Sonate in d K 1; Domenico Scarlatti: Sonate in d K 32; Domenico Scarlatti: Sonate in d K 34
15. Joon Kim: Fryderyk Chopin: Polonaise in fis op. 44; Frederic Rzewski: Dream; Franz Liszt: Erlkönig (naar F. Schubert); Sergey Prokofiev: Sonate n. 7 in Bes op. 83 (Sonates voor piano / Allegro inquieto, Andante caloroso, Precipitato); Wolfgang Amadeus Mozart: Concerto n. 24 in c KV 491
16. Rémi Geniet: Johann Sebastian Bach: Partita n. 4 in D BWV 828 (Partitas); Sergey Prokofiev: Sonate n. 4 in c op. 29 (Sonates voor piano / Allegro molto sostenuto, Andante assai, Allegro con brio, ma non leggiero); Frederic Rzewski: Dream; Wolfgang Amadeus Mozart: Concerto n. 20 in d KV 466
17. Yejin Noh: Wolfgang Amadeus Mozart: Concerto n. 21 in C KV 467; Frederic Rzewski: Dream; Enrique Granados: Quejas, o la maja y el ruiseñor; Aleksandr Skryabin: Sonate n. 4 in Fis op. 30; Franz Liszt: Réminiscences de Norma
18. Kana Okada: Wolfgang Amadeus Mozart: Concerto n. 24 in c KV 491; Frederic Rzewski: Dream; Robert Schumann: Kinderszenen op. 15; Franz Liszt: Après une lecture du Dante
19. Roope Gröndahl: Frederic Rzewski: Dream; Johannes Brahms: 8 Klavierstücke op. 76 (Capriccio in fis op. 76/1, Capriccio in b op. 76/2, Intermezzo in As op. 76/3, Intermezzo in Bes op. 76/4, Capriccio in cis op. 76/5, Intermezzo in A op. 76/6, Intermezzo in a op. 76/7, Capriccio in C op. 76/8); Aleksandr Skryabin: Sonate n. 10 op. 70; Wolfgang Amadeus Mozart: Concerto n. 27 in Bes KV 595
20. Sasha Grynyuk: Frederic Rzewski: Dream; Robert Schumann: Kinderszenen op. 15; Ludwig van Beethoven: Sonate n. 16 in G op. 31/1; Wolfgang Amadeus Mozart: Concerto n. 20 in d KV 466
21. Sean Kennard: Wolfgang Amadeus Mozart: Concerto n. 9 in Es KV 271; Franz Schubert: Impromptu in Ges D 899/3; Franz Schubert: Impromptu in As D 899/4; Fryderyk Chopin: Ballade n. 1 in g op. 23; Frederic Rzewski: Dream; Igor Stravinsky: 3 Bewegingen uit Petroesjka (Danse russe, Chez Petrouchka, La Semaine Grasse)
22. Mateusz Borowiak: Wolfgang Amadeus Mozart: Concerto n. 9 in Es KV 271; Johann Sebastian Bach: Partita n. 2 in c BWV 826; Frederic Rzewski: Dream; Maurice Ravel: Gaspard de la nuit (Ondine, Le gibet, Scarbo)
23. Stanislav Khristenko: Sergey Prokofiev: Sonate n. 2 in d op. 14; Frederic Rzewski: Dream; Franz Liszt: Spaanse rapsodie; Wolfgang Amadeus Mozart: Concerto n. 23 in A KV 488
24. Boris Giltburg: Frederic Rzewski: Dream; Sergej Rachmaninov: Etude - tableau in c op. 39/7; Franz Liszt: Sonate in b; Wolfgang Amadeus Mozart: Concerto n. 15 in Bes KV 450

Op 18 mei 2013 rond middernacht werd bekendgemaakt wie van de halvefinalisten mochten deelnemen aan de finale: 
- Tatiana Chernichka (Rusland)
- Zhang Zuo (China)
- Rémi Geniet (Frankrijk)
- Roope Gröndahl (Finland)
- Stanislav Khristenko (Oekraïne)
- Boris Giltburg (Israël)
- Yuntian Liu (China)
- Andrew Tyson (Verenigde Staten)
- Sangyoung Kim (Korea)
- David Fung (Australië)
- Sean Kennard (Verenigde Staten)
- Mateusz Borowiak (Groot-Brittannië - Polen)

## Finale

### Algemeen
De finale vond plaats van 27 mei tot 1 juni 2013. Op de laatste avond, die werd bijgewoond door koningin Fabiola, maakte de juryvoorzitter Van Lysebeth de winnaar bekend en aan wie de overige vijf prijzen werden toegekend. Het plichtwerk dat de 12 finalisten dienden in te studeren, In the wake of Ea, werd gecomponeerd door de Franse componist van Armeense afkomst (en tevens laureaat van de Koningin Elisabethwedstrijd voor compositie in 2012) Michel Petrossian. De pianisten werden onder andere bij het opgelegde werk begeleid door het Nationaal Orkest van België onder de leiding van Marin Alsop.

### Rangschikking der finalisten
- Eerste prijs, Grote Internationale Prijs Koningin Elisabeth, Prijs Koningin Fabiola (25 000 euro): Boris Giltburg
- Tweede prijs: Prijs van de Belgische Federale Regering, Prijs Arthur De Greef (20 000 euro): Rémi Geniet
- Derde prijs, Prijs van Graaf de Launoit (17 000 euro): Mateusz Borowiak
- Vierde prijs, Prijs van de Gemeenschapsregeringen van België (dit jaar aangeboden door de Vlaamse Gemeenschap, 12 500 euro): Stanislav Khristenko
- Vijfde prijs, Prijs van het Brussels Hoofdstedelijk Gewest (10 000 euro): Zhang Zuo
- Zesde prijs, Prijs van de Stad Brussel (7000 euro): Andrew Tyson

### 'Slotakkoord'
- De officiële prijsuitreiking door koningin Fabiola vond plaats op dinsdagmiddag 4 juni 2013 in de Muziekkapel Koningin Elisabeth.
- Het laureatenconcert met de winnaars van de 6e, 5e en 4e prijs, in aanwezigheid van koningin Fabiola, vond plaats op 13 juni 2013 in de bozar; de laureaten vertolkten de volgende werken (in volgorde van opkomst):
  - Andrew Tyson: Frédéric Chopin, Concerto voor piano en orkest nr. 1, op. 11
  - Zhang Zuo: Franz Liszt, Concerto voor piano en orkest nr. 1, S. 124
  - Stanislav Khristenko: Sergey Rakhmaninov, Concerto voor piano en orkest nr. 3, op. 30
- Het slotconcert, in aanwezigheid van koning Albert en koningin Paola, vond plaats op 17 juni 2013 in de bozar met de winnaars van de 3e, 2e en 1e prijs; de laureaten vertolkten de volgende werken (in volgorde van opkomst):
  - Mateusz Borowiak: Wolfgang Amadeus Mozart, Concerto voor piano en orkest nr. 9, KV 271, "Jeunehomme"
  - Rémi Geniet: Sergey Rakhmaninov, Concerto voor piano en orkest nr. 3, op. 30
  - Boris Giltburg: Sergey Prokofiev, Concerto voor piano en orkest nr. 2, op. 16